# Comuna de Jasionówka
Jasionówka (polaco: Gmina Jasionówka) é uma gminy (comuna) na Polónia, na voivodia de Podláquia e no condado de Mońki. A sede do condado é a cidade de Jasionówka.
De acordo com os censos de 2004, a comuna tem 3023 habitantes, com uma densidade 31,3 hab/km².

## Área
Estende-se por uma área de 96,73 quilômetros quadrados, incluindo:
- área agrícola: 81%
- área florestal: 13%

## Demografia
Dados de 30 de Junho de 2004:
|                      | Total   | Total | Mulheres | Mulheres | Homens  | Homens |
| -------------------- | ------- | ----- | -------- | -------- | ------- | ------ |
|                      | pessoas | %     | pessoas  | %        | pessoas | %      |
| População            | 3023    | 100   | 1468     | 48,6     | 1555    | 51,4   |
| Densidade (pop./km²) | 31,3    | 100   | 15,2     | 15,2     | 16,1    | 16,1   |

De acordo com dados de 2002, o rendimento médio per capita ascendia a 1303,38 zł.

## Comunas vizinhas
- Czarna Białostocka, Jaświły, Knyszyn, Korycin